# فيليكا زناميانكا (زابوريزكا)
فيليكا زناميانكا (Велика Знамьянка) هي مدينة في مقاطعة زابوريزكا في أوكرانيا.
يبلغ عدد سكانها حوالي 8523   نسمة.